# Vuelta al Algarve 2017
La 43ª edición de la Vuelta al Algarve fue una carrera de ciclismo en ruta por etapas que se celebró entre el 15 y el 19 de febrero de 2017 sobre un recorrido de 770,2 km, repartidos en 5 etapas, entre Albufeira y el Alto do Malhão.
La carrera hizo parte del UCI Europe Tour 2017 de los Circuitos Continentales UCI, dentro de la categoría 2.HC.
La carrera fue ganada por el corredor esloveno Primož Roglič del equipo Lotto NL-Jumbo, en segundo lugar Michał Kwiatkowski (Team Sky) y en tercer lugar Tony Gallopin (Lotto-Soudal).

## Equipos participantes
Tomaron parte en la carrera 24 equipos. 11 de categoría UCI ProTeam; 6 de categoría Profesional Continental; 7 de categoría Continental.
| WorldTeams (12)- Astana - Bora-Hansgrohe - Cannondale-Drapac - Dimension Data - FDJ - Katusha-Alpecin - Lotto NL-Jumbo - Movistar Team - Quick-Step Floors - Sky - Trek-Segafredo - Lotto-Soudal Equipos continentales profesionales (6)- Caja Rural-Seguros RGA - Cofidis, Solutions Crédits - Gazprom-RusVelo - Manzana Postobón - Roompot-Nederlandse Loterij - Wanty-Groupe Gobert Equipos continentales (7)- Efapel - LA Alumínios-Metalusa-BlackJack - Louletano-Hospital de Loulé - Rally Cycling - RP-Boavista - Sporting-Tavira - W52-FC Porto |
| |

## Etapas
La Vuelta al Algarve dispuso de cinco etapas para un recorrido total de 770,2 kilómetros.
| Etapa     | Fecha     | Recorrido              | type                    | Distancia (km) | Ganador              | Líder            |
| --------- | --------- | ---------------------- | ----------------------- | -------------- | -------------------- | ---------------- |
| 1.ª etapa | 15 de feb | Albufeira – Lagos      | etapa llana             | 182,9          | Fernando Gaviria     | Fernando Gaviria |
| 2.ª etapa | 16 de feb | Lagoa – Foia           | etapa de media montaña  | 189,3          | Daniel Martin        | Daniel Martin    |
| 3.ª etapa | 17 de feb | Sagres – Sagres        | contrarreloj individual | 18             | Jonathan Castroviejo | Primož Roglič    |
| 4.ª etapa | 18 de feb | Almodôvar – Tavira     | etapa llana             | 203,4          | André Greipel        | Primož Roglič    |
| 5.ª etapa | 19 de feb | Loulé – Alto do Malhão | etapa de media montaña  | 179,2          | Amaro Antunes        | Primož Roglič    |

### Etapa 1
| \| Clasificación de la etapa \| Clasificación de la etapa \| Clasificación de la etapa \| Clasificación de la etapa \| Clasificación de la etapa \| \| Ciclista \| Ciclista \| Equipo \| Tiempo \| \| \| ------------------------- \| ------------------------- \| -------------------------- \| ------------------------- \| ------------------------- \| \| 1.º \| Fernando Gaviria \| Quick-Step Floors \| 4 h 28 min 31 s \| \| \| 2.º \| André Greipel \| Lotto-Soudal \| + 0 s \| \| \| 3.º \| Nacer Bouhanni \| Cofidis, Solutions Crédits \| + 0 s \| \| \| 4.º \| Dylan Groenewegen \| LottoNL-Jumbo \| + 0 s \| \| \| 5.º \| John Degenkolb \| Trek-Segafredo \| + 0 s \| \| \| 6.º \| Baptiste Planckaert \| Katusha-Alpecin \| + 0 s \| \| \| 7.º \| Matteo Trentin \| Quick-Step Floors \| + 0 s \| \| \| 8.º \| Andrea Pasqualon \| Wanty-Groupe Gobert \| + 0 s \| \| \| 9.º \| Łukasz Wiśniowski \| Team Sky \| + 0 s \| \| \| 10.º \| Edvald Boasson Hagen \| Dimension Data \| + 0 s \| \| |                      |                            |                 |
| |                      |                            |                 |
| |                      |                            |                 |
| Clasificación de la etapa |                      |                            |                 |
| Ciclista | Ciclista             | Equipo                     | Tiempo          |
| 1.º | Fernando Gaviria     | Quick-Step Floors          | 4 h 28 min 31 s |
| 2.º | André Greipel        | Lotto-Soudal               | + 0 s           |
| 3.º | Nacer Bouhanni       | Cofidis, Solutions Crédits | + 0 s           |
| 4.º | Dylan Groenewegen    | LottoNL-Jumbo              | + 0 s           |
| 5.º | John Degenkolb       | Trek-Segafredo             | + 0 s           |
| 6.º | Baptiste Planckaert  | Katusha-Alpecin            | + 0 s           |
| 7.º | Matteo Trentin       | Quick-Step Floors          | + 0 s           |
| 8.º | Andrea Pasqualon     | Wanty-Groupe Gobert        | + 0 s           |
| 9.º | Łukasz Wiśniowski    | Team Sky                   | + 0 s           |
| 10.º | Edvald Boasson Hagen | Dimension Data             | + 0 s           |

| \| Clasificación general \| Clasificación general \| Clasificación general \| Clasificación general \| Clasificación general \| \| Ciclista \| Ciclista \| Equipo \| Tiempo \| \| \| --------------------- \| --------------------- \| -------------------------- \| --------------------- \| --------------------- \| \| 1.º \| Fernando Gaviria \| Quick-Step Floors \| 4 h 28 min 21 s \| \| \| 2.º \| Christoph Pfingsten \| Bora-Hansgrohe \| + 1 s \| \| \| 3.º \| André Greipel \| Lotto-Soudal \| + 4 s \| \| \| 4.º \| Justin Oien \| Caja Rural-Seguros RGA \| + 4 s \| \| \| 5.º \| Nacer Bouhanni \| Cofidis, Solutions Crédits \| + 6 s \| \| \| 6.º \| João Benta \| RP-Boavista \| + 8 s \| \| \| 7.º \| Dylan Groenewegen \| LottoNL-Jumbo \| + 10 s \| \| \| 8.º \| John Degenkolb \| Trek-Segafredo \| + 10 s \| \| \| 9.º \| Baptiste Planckaert \| Katusha-Alpecin \| + 10 s \| \| \| 10.º \| Matteo Trentin \| Quick-Step Floors \| + 10 s \| \| |                     |                            |                 |
| |                     |                            |                 |
| |                     |                            |                 |
| Clasificación general |                     |                            |                 |
| Ciclista | Ciclista            | Equipo                     | Tiempo          |
| 1.º | Fernando Gaviria    | Quick-Step Floors          | 4 h 28 min 21 s |
| 2.º | Christoph Pfingsten | Bora-Hansgrohe             | + 1 s           |
| 3.º | André Greipel       | Lotto-Soudal               | + 4 s           |
| 4.º | Justin Oien         | Caja Rural-Seguros RGA     | + 4 s           |
| 5.º | Nacer Bouhanni      | Cofidis, Solutions Crédits | + 6 s           |
| 6.º | João Benta          | RP-Boavista                | + 8 s           |
| 7.º | Dylan Groenewegen   | LottoNL-Jumbo              | + 10 s          |
| 8.º | John Degenkolb      | Trek-Segafredo             | + 10 s          |
| 9.º | Baptiste Planckaert | Katusha-Alpecin            | + 10 s          |
| 10.º | Matteo Trentin      | Quick-Step Floors          | + 10 s          |

### Etapa 2
| \| Clasificación de la etapa \| Clasificación de la etapa \| Clasificación de la etapa \| Clasificación de la etapa \| Clasificación de la etapa \| \| Ciclista \| Ciclista \| Equipo \| Tiempo \| \| \| ------------------------- \| ------------------------- \| ------------------------------- \| ------------------------- \| ------------------------- \| \| 1.º \| Daniel Martin \| Quick-Step Floors \| 4 h 46 min 35 s \| \| \| 2.º \| Primož Roglič \| LottoNL-Jumbo \| + 0 s \| \| \| 3.º \| Michał Kwiatkowski \| Team Sky \| + 20 s \| \| \| 4.º \| Amaro Antunes \| W52-FC Porto \| DES \| \| \| 5.º \| Rinaldo Nocentini \| Sporting-Tavira \| + 33 s \| \| \| 6.º \| Luis León Sánchez \| Astana \| + 35 s \| \| \| 7.º \| Jonathan Castroviejo \| Movistar Team \| + 35 s \| \| \| 8.º \| Tony Gallopin \| Lotto-Soudal \| + 35 s \| \| \| 9.º \| Edgar Pinto \| LA Aluminios-Metalusa-BlackJack \| + 35 s \| \| \| 10.º \| Tiesj Benoot \| Lotto-Soudal \| + 46 s \| \| |                      |                                 |                 |
| |                      |                                 |                 |
| |                      |                                 |                 |
| Clasificación de la etapa |                      |                                 |                 |
| Ciclista | Ciclista             | Equipo                          | Tiempo          |
| 1.º | Daniel Martin        | Quick-Step Floors               | 4 h 46 min 35 s |
| 2.º | Primož Roglič        | LottoNL-Jumbo                   | + 0 s           |
| 3.º | Michał Kwiatkowski   | Team Sky                        | + 20 s          |
| 4.º | Amaro Antunes        | W52-FC Porto                    | DES             |
| 5.º | Rinaldo Nocentini    | Sporting-Tavira                 | + 33 s          |
| 6.º | Luis León Sánchez    | Astana                          | + 35 s          |
| 7.º | Jonathan Castroviejo | Movistar Team                   | + 35 s          |
| 8.º | Tony Gallopin        | Lotto-Soudal                    | + 35 s          |
| 9.º | Edgar Pinto          | LA Aluminios-Metalusa-BlackJack | + 35 s          |
| 10.º | Tiesj Benoot         | Lotto-Soudal                    | + 46 s          |

| \| Clasificación general \| Clasificación general \| Clasificación general \| Clasificación general \| Clasificación general \| \| Ciclista \| Ciclista \| Equipo \| Tiempo \| \| \| --------------------- \| --------------------- \| ------------------------------- \| --------------------- \| --------------------- \| \| 1.º \| Daniel Martin \| Quick-Step Floors \| 9 h 14 min 56 s \| \| \| 2.º \| Primož Roglič \| LottoNL-Jumbo \| + 4 s \| \| \| 3.º \| Michał Kwiatkowski \| Team Sky \| + 26 s \| \| \| 4.º \| Amaro Antunes \| W52-FC Porto \| DES \| \| \| 5.º \| Tony Gallopin \| Lotto-Soudal \| + 43 s \| \| \| 6.º \| Rinaldo Nocentini \| Sporting-Tavira \| + 43 s \| \| \| 7.º \| Luis León Sánchez \| Astana \| + 45 s \| \| \| 8.º \| Edgar Pinto \| LA Aluminios-Metalusa-BlackJack \| + 45 s \| \| \| 9.º \| Jonathan Castroviejo \| Movistar Team \| + 45 s \| \| \| 10.º \| Tiesj Benoot \| Lotto-Soudal \| + 56 s \| \| |                      |                                 |                 |
| |                      |                                 |                 |
| |                      |                                 |                 |
| Clasificación general |                      |                                 |                 |
| Ciclista | Ciclista             | Equipo                          | Tiempo          |
| 1.º | Daniel Martin        | Quick-Step Floors               | 9 h 14 min 56 s |
| 2.º | Primož Roglič        | LottoNL-Jumbo                   | + 4 s           |
| 3.º | Michał Kwiatkowski   | Team Sky                        | + 26 s          |
| 4.º | Amaro Antunes        | W52-FC Porto                    | DES             |
| 5.º | Tony Gallopin        | Lotto-Soudal                    | + 43 s          |
| 6.º | Rinaldo Nocentini    | Sporting-Tavira                 | + 43 s          |
| 7.º | Luis León Sánchez    | Astana                          | + 45 s          |
| 8.º | Edgar Pinto          | LA Aluminios-Metalusa-BlackJack | + 45 s          |
| 9.º | Jonathan Castroviejo | Movistar Team                   | + 45 s          |
| 10.º | Tiesj Benoot         | Lotto-Soudal                    | + 56 s          |

### Etapa 3
| \| Clasificación de la etapa \| Clasificación de la etapa \| Clasificación de la etapa \| Clasificación de la etapa \| Clasificación de la etapa \| \| Ciclista \| Ciclista \| Equipo \| Tiempo \| \| \| ------------------------- \| ------------------------- \| ------------------------- \| ------------------------- \| ------------------------- \| \| 1.º \| Jonathan Castroviejo \| Movistar Team \| 21 min 24 s \| \| \| 2.º \| Tony Martin \| Katusha-Alpecin \| + 4 s \| \| \| 3.º \| Primož Roglič \| LottoNL-Jumbo \| + 5 s \| \| \| 4.º \| Michał Kwiatkowski \| Team Sky \| + 5 s \| \| \| 5.º \| Lars Boom \| LottoNL-Jumbo \| + 11 s \| \| \| 6.º \| Arnaud Démare \| FDJ \| + 12 s \| \| \| 7.º \| Alex Dowsett \| Movistar Team \| + 16 s \| \| \| 8.º \| Edvald Boasson Hagen \| Dimension Data \| + 20 s \| \| \| 9.º \| Nélson Filippe Oliveira \| Movistar Team \| + 20 s \| \| \| 10.º \| Tony Gallopin \| Lotto-Soudal \| + 21 s \| \| |                         |                 |             |
| |                         |                 |             |
| |                         |                 |             |
| Clasificación de la etapa |                         |                 |             |
| Ciclista | Ciclista                | Equipo          | Tiempo      |
| 1.º | Jonathan Castroviejo    | Movistar Team   | 21 min 24 s |
| 2.º | Tony Martin             | Katusha-Alpecin | + 4 s       |
| 3.º | Primož Roglič           | LottoNL-Jumbo   | + 5 s       |
| 4.º | Michał Kwiatkowski      | Team Sky        | + 5 s       |
| 5.º | Lars Boom               | LottoNL-Jumbo   | + 11 s      |
| 6.º | Arnaud Démare           | FDJ             | + 12 s      |
| 7.º | Alex Dowsett            | Movistar Team   | + 16 s      |
| 8.º | Edvald Boasson Hagen    | Dimension Data  | + 20 s      |
| 9.º | Nélson Filippe Oliveira | Movistar Team   | + 20 s      |
| 10.º | Tony Gallopin           | Lotto-Soudal    | + 21 s      |

| \| Clasificación general \| Clasificación general \| Clasificación general \| Clasificación general \| Clasificación general \| \| Ciclista \| Ciclista \| Equipo \| Tiempo \| \| \| --------------------- \| --------------------- \| --------------------- \| --------------------- \| --------------------- \| \| 1.º \| Primož Roglič \| LottoNL-Jumbo \| 9 h 36 min 29 s \| \| \| 2.º \| Michał Kwiatkowski \| Team Sky \| + 22 s \| \| \| 3.º \| Jonathan Castroviejo \| Movistar Team \| + 36 s \| \| \| 4.º \| Tony Gallopin \| Lotto-Soudal \| + 55 s \| \| \| 5.º \| Luis León Sánchez \| Astana \| + 59 s \| \| \| 6.º \| Daniel Martin \| Quick-Step Floors \| + 1 min 31 s \| \| \| 7.º \| Tony Martin \| Katusha-Alpecin \| + 1 min 40 s \| \| \| 8.º \| Tiesj Benoot \| Lotto-Soudal \| + 1 min 49 s \| \| \| 9.º \| Amaro Antunes \| W52-FC Porto \| DES \| \| \| 10.º \| Rinaldo Nocentini \| Sporting-Tavira \| + 1 min 56 s \| \| |                      |                   |                 |
| |                      |                   |                 |
| |                      |                   |                 |
| Clasificación general |                      |                   |                 |
| Ciclista | Ciclista             | Equipo            | Tiempo          |
| 1.º | Primož Roglič        | LottoNL-Jumbo     | 9 h 36 min 29 s |
| 2.º | Michał Kwiatkowski   | Team Sky          | + 22 s          |
| 3.º | Jonathan Castroviejo | Movistar Team     | + 36 s          |
| 4.º | Tony Gallopin        | Lotto-Soudal      | + 55 s          |
| 5.º | Luis León Sánchez    | Astana            | + 59 s          |
| 6.º | Daniel Martin        | Quick-Step Floors | + 1 min 31 s    |
| 7.º | Tony Martin          | Katusha-Alpecin   | + 1 min 40 s    |
| 8.º | Tiesj Benoot         | Lotto-Soudal      | + 1 min 49 s    |
| 9.º | Amaro Antunes        | W52-FC Porto      | DES             |
| 10.º | Rinaldo Nocentini    | Sporting-Tavira   | + 1 min 56 s    |

### Etapa 4
| \| Clasificación de la etapa \| Clasificación de la etapa \| Clasificación de la etapa \| Clasificación de la etapa \| Clasificación de la etapa \| \| Ciclista \| Ciclista \| Equipo \| Tiempo \| \| \| ------------------------- \| ------------------------- \| -------------------------- \| ------------------------- \| ------------------------- \| \| 1.º \| André Greipel \| Lotto-Soudal \| 4 h 57 min 51 s \| \| \| 2.º \| John Degenkolb \| Trek-Segafredo \| + 0 s \| \| \| 3.º \| Dylan Groenewegen \| LottoNL-Jumbo \| + 0 s \| \| \| 4.º \| Arnaud Démare \| FDJ \| + 0 s \| \| \| 5.º \| Jasper Stuyven \| Trek-Segafredo \| + 0 s \| \| \| 6.º \| Andrea Pasqualon \| Wanty-Groupe Gobert \| + 0 s \| \| \| 7.º \| Fernando Gaviria \| Quick-Step Floors \| + 0 s \| \| \| 8.º \| Nacer Bouhanni \| Cofidis, Solutions Crédits \| + 0 s \| \| \| 9.º \| Michael Schwarzmann \| Bora-Hansgrohe \| + 0 s \| \| \| 10.º \| Edvald Boasson Hagen \| Dimension Data \| + 0 s \| \| |                      |                            |                 |
| |                      |                            |                 |
| |                      |                            |                 |
| Clasificación de la etapa |                      |                            |                 |
| Ciclista | Ciclista             | Equipo                     | Tiempo          |
| 1.º | André Greipel        | Lotto-Soudal               | 4 h 57 min 51 s |
| 2.º | John Degenkolb       | Trek-Segafredo             | + 0 s           |
| 3.º | Dylan Groenewegen    | LottoNL-Jumbo              | + 0 s           |
| 4.º | Arnaud Démare        | FDJ                        | + 0 s           |
| 5.º | Jasper Stuyven       | Trek-Segafredo             | + 0 s           |
| 6.º | Andrea Pasqualon     | Wanty-Groupe Gobert        | + 0 s           |
| 7.º | Fernando Gaviria     | Quick-Step Floors          | + 0 s           |
| 8.º | Nacer Bouhanni       | Cofidis, Solutions Crédits | + 0 s           |
| 9.º | Michael Schwarzmann  | Bora-Hansgrohe             | + 0 s           |
| 10.º | Edvald Boasson Hagen | Dimension Data             | + 0 s           |

| \| Clasificación general \| Clasificación general \| Clasificación general \| Clasificación general \| Clasificación general \| \| Ciclista \| Ciclista \| Equipo \| Tiempo \| \| \| --------------------- \| --------------------- \| --------------------- \| --------------------- \| --------------------- \| \| 1.º \| Primož Roglič \| LottoNL-Jumbo \| 14 h 34 min 20 s \| \| \| 2.º \| Michał Kwiatkowski \| Team Sky \| + 22 s \| \| \| 3.º \| Jonathan Castroviejo \| Movistar Team \| + 36 s \| \| \| 4.º \| Tony Gallopin \| Lotto-Soudal \| + 55 s \| \| \| 5.º \| Luis León Sánchez \| Astana \| + 59 s \| \| \| 6.º \| Daniel Martin \| Quick-Step Floors \| + 1 min 31 s \| \| \| 7.º \| Tony Martin \| Katusha-Alpecin \| + 1 min 40 s \| \| \| 8.º \| Tiesj Benoot \| Lotto-Soudal \| + 1 min 49 s \| \| \| 9.º \| Amaro Antunes \| W52-FC Porto \| DES \| \| \| 10.º \| Rinaldo Nocentini \| Sporting-Tavira \| + 1 min 56 s \| \| |                      |                   |                  |
| |                      |                   |                  |
| |                      |                   |                  |
| Clasificación general |                      |                   |                  |
| Ciclista | Ciclista             | Equipo            | Tiempo           |
| 1.º | Primož Roglič        | LottoNL-Jumbo     | 14 h 34 min 20 s |
| 2.º | Michał Kwiatkowski   | Team Sky          | + 22 s           |
| 3.º | Jonathan Castroviejo | Movistar Team     | + 36 s           |
| 4.º | Tony Gallopin        | Lotto-Soudal      | + 55 s           |
| 5.º | Luis León Sánchez    | Astana            | + 59 s           |
| 6.º | Daniel Martin        | Quick-Step Floors | + 1 min 31 s     |
| 7.º | Tony Martin          | Katusha-Alpecin   | + 1 min 40 s     |
| 8.º | Tiesj Benoot         | Lotto-Soudal      | + 1 min 49 s     |
| 9.º | Amaro Antunes        | W52-FC Porto      | DES              |
| 10.º | Rinaldo Nocentini    | Sporting-Tavira   | + 1 min 56 s     |

### Etapa 5
| \| Clasificación de la etapa \| Clasificación de la etapa \| Clasificación de la etapa \| Clasificación de la etapa \| Clasificación de la etapa \| \| Ciclista \| Ciclista \| Equipo \| Tiempo \| \| \| ------------------------- \| ------------------------- \| --------------------------- \| ------------------------- \| ------------------------- \| \| 1.º \| Amaro Antunes \| W52-FC Porto \| DES \| \| \| 2.º \| Vicente García de Mateos \| Louletano-Hospital de Loulé \| + 12 s \| \| \| 3.º \| Tiesj Benoot \| Lotto-Soudal \| + 12 s \| \| \| 4.º \| Michał Kwiatkowski \| Team Sky \| + 15 s \| \| \| 5.º \| Primož Roglič \| LottoNL-Jumbo \| + 15 s \| \| \| 6.º \| Rinaldo Nocentini \| Sporting-Tavira \| + 15 s \| \| \| 7.º \| Jaime Rosón \| Caja Rural-Seguros RGA \| + 15 s \| \| \| 8.º \| Luis León Sánchez \| Astana \| + 15 s \| \| \| 9.º \| Tony Gallopin \| Lotto-Soudal \| + 15 s \| \| \| 10.º \| David de la Fuente \| Louletano-Hospital de Loulé \| + 15 s \| \| |                          |                             |        |
| |                          |                             |        |
| |                          |                             |        |
| Clasificación de la etapa |                          |                             |        |
| Ciclista | Ciclista                 | Equipo                      | Tiempo |
| 1.º | Amaro Antunes            | W52-FC Porto                | DES    |
| 2.º | Vicente García de Mateos | Louletano-Hospital de Loulé | + 12 s |
| 3.º | Tiesj Benoot             | Lotto-Soudal                | + 12 s |
| 4.º | Michał Kwiatkowski       | Team Sky                    | + 15 s |
| 5.º | Primož Roglič            | LottoNL-Jumbo               | + 15 s |
| 6.º | Rinaldo Nocentini        | Sporting-Tavira             | + 15 s |
| 7.º | Jaime Rosón              | Caja Rural-Seguros RGA      | + 15 s |
| 8.º | Luis León Sánchez        | Astana                      | + 15 s |
| 9.º | Tony Gallopin            | Lotto-Soudal                | + 15 s |
| 10.º | David de la Fuente       | Louletano-Hospital de Loulé | + 15 s |

## Clasificaciones finales
- Las clasificaciones finalizaron de la siguiente forma:[5]

### Clasificación general
| \| Clasificación general \| Clasificación general \| Clasificación general \| Clasificación general \| Clasificación general \| \| Ciclista \| Ciclista \| Equipo \| Tiempo \| \| \| --------------------- \| --------------------- \| ------------------------------- \| --------------------- \| --------------------- \| \| 1.º \| Primož Roglič \| LottoNL-Jumbo \| 19 h 04 min 03 s \| \| \| 2.º \| Michał Kwiatkowski \| Team Sky \| + 22 s \| \| \| 3.º \| Tony Gallopin \| Lotto-Soudal \| + 55 s \| \| \| 4.º \| Luis León Sánchez \| Astana \| + 59 s \| \| \| 5.º \| Amaro Antunes \| W52-FC Porto \| DES \| \| \| 6.º \| Daniel Martin \| Quick-Step Floors \| + 1 min 36 s \| \| \| 7.º \| Jonathan Castroviejo \| Movistar Team \| + 1 min 40 s \| \| \| 8.º \| Tiesj Benoot \| Lotto-Soudal \| + 1 min 42 s \| \| \| 9.º \| Rinaldo Nocentini \| Sporting-Tavira \| + 1 min 56 s \| \| \| 10.º \| Edgar Pinto \| LA Aluminios-Metalusa-BlackJack \| + 2 min 19 s \| \| \| 11.º \| Tony Martin \| Katusha-Alpecin \| + 2 min 38 s \| \| \| 12.º \| Simon Špilak \| Katusha-Alpecin \| + 2 min 41 s \| \| \| 13.º \| Alejandro Marque \| Sporting-Tavira \| + 2 min 46 s \| \| \| 14.º \| Davide Villella \| Cannondale-Drapac \| + 2 min 50 s \| \| \| 15.º \| Pello Bilbao \| Astana \| + 3 min 13 s \| \| |                      |                                 |                  |
| |                      |                                 |                  |
| Fuente: ProCyclingStats |                      |                                 |                  |
| Clasificación general |                      |                                 |                  |
| Ciclista | Ciclista             | Equipo                          | Tiempo           |
| 1.º | Primož Roglič        | LottoNL-Jumbo                   | 19 h 04 min 03 s |
| 2.º | Michał Kwiatkowski   | Team Sky                        | + 22 s           |
| 3.º | Tony Gallopin        | Lotto-Soudal                    | + 55 s           |
| 4.º | Luis León Sánchez    | Astana                          | + 59 s           |
| 5.º | Amaro Antunes        | W52-FC Porto                    | DES              |
| 6.º | Daniel Martin        | Quick-Step Floors               | + 1 min 36 s     |
| 7.º | Jonathan Castroviejo | Movistar Team                   | + 1 min 40 s     |
| 8.º | Tiesj Benoot         | Lotto-Soudal                    | + 1 min 42 s     |
| 9.º | Rinaldo Nocentini    | Sporting-Tavira                 | + 1 min 56 s     |
| 10.º | Edgar Pinto          | LA Aluminios-Metalusa-BlackJack | + 2 min 19 s     |
| 11.º | Tony Martin          | Katusha-Alpecin                 | + 2 min 38 s     |
| 12.º | Simon Špilak         | Katusha-Alpecin                 | + 2 min 41 s     |
| 13.º | Alejandro Marque     | Sporting-Tavira                 | + 2 min 46 s     |
| 14.º | Davide Villella      | Cannondale-Drapac               | + 2 min 50 s     |
| 15.º | Pello Bilbao         | Astana                          | + 3 min 13 s     |

## Evolución de las clasificaciones
| Etapa (Vencedor)                 | Clasificación general | Clasificación por puntos | Clasificación de la montaña | Clasificación de los jóvenes | Clasificación por equipos |
| -------------------------------- | --------------------- | ------------------------ | --------------------------- | ---------------------------- | ------------------------- |
| 1.ª etapa (Fernando Gaviria)     | Fernando Gaviria      | Fernando Gaviria         | Adam De Bos                 | Fernando Gaviria             | Quick-Step Floors         |
| 2.ª etapa (Daniel Martin)        | Daniel Martin         | Daniel Martin            | Daniel Martin               | Tiesj Benoot                 | Astana                    |
| 3.ª etapa (Jonathan Castroviejo) | Primož Roglič         | Daniel Martin            | Daniel Martin               | Tiesj Benoot                 | Movistar                  |
| 4.ª etapa (André Greipel)        | Primož Roglič         | André Greipel            | Daniel Martin               | Tiesj Benoot                 | Movistar                  |
| 5.ª etapa (Amaro Antunes)        | Primož Roglič         | André Greipel            | Juan Felipe Osorio          | Tiesj Benoot                 | Astana                    |
| Clasificación final              | Primož Roglič         | André Greipel            | Juan Felipe Osorio          | Tiesj Benoot                 | Astana                    |

## UCI World Ranking
La Vuelta al Algarve otorga puntos para el UCI Europe Tour 2017 y el UCI World Ranking, este último para corredores de los equipos en las categorías UCI ProTeam, Profesional Continental y Equipos Continentales. La siguiente tabla muestra el baremo de puntuación y los 10 corredores que obtuvieron puntos:
| Posición              | 1.º | 2.º | 3.º | 4.º | 5.º | 6.º | 7.º | 8.º | 9.º | 10.º | 11.º | 12.º | 13.º | 14.º | 15.º | 16.º-30.º | 31.º-40.º |
| Clasificación general | 200 | 150 | 125 | 100 | 85  | 70  | 60  | 50  | 40  | 35   | 30   | 25   | 20   | 15   | 10   | 5         | 3         |
| Por etapa             | 20  | 10  | 5   |     |     |     |     |     |     |      |      |      |      |      |      |           |           |
| Líder                 | 5   |     |     |     |     |     |     |     |     |      |      |      |      |      |      |           |           |

| Clasificación | Clasificación        | Clasificación         | Clasificación | Clasificación | Clasificación | Clasificación |
| Posición      | Ciclista             | Equipo                | General       | Etapa         | Líder         | Total         |
| ------------- | -------------------- | --------------------- | ------------- | ------------- | ------------- | ------------- |
| 1.º           | Primož Roglič        | Lotto NL-Jumbo        | 200           | 15            | 10            | 225           |
| 2.º           | Michał Kwiatkowski   | Team Sky              | 150           | 5             | -             | 155           |
| 3.º           | Tony Gallopin        | Lotto-Soudal          | 125           | -             | -             | 125           |
| 4.º           | Amaro Antunes        | W52-FC Porto          | 85            | 20            | -             | 105           |
| 5.º           | Luis León Sánchez    | Astana Pro Team       | 100           | -             | -             | 100           |
| 6.º           | Daniel Martin        | Quick-Step Floors     | 70            | 20            | 5             | 95            |
| 7.º           | Jonathan Castroviejo | Movistar Team         | 60            | 20            | -             | 80            |
| 8.º           | Tiesj Benoot         | Lotto-Soudal          | 50            | 5             | -             | 55            |
| 9.º           | Rinaldo Nocentini    | Sporting-Tavira       | 40            | -             | -             | 40            |
| 10.º          | Edgar Pinto          | LA Aluminios-Metalusa | 35            | -             | -             | 35            |